# Melitaea dshungarica
Melitaea dshungarica är en fjärilsart som beskrevs av Grum-grshimailo 1895. Melitaea dshungarica ingår i släktet Melitaea och familjen praktfjärilar. Inga underarter finns listade i Catalogue of Life.